# Jovan Mićić Kikor
Jovan Micic Kikor (em sérvio: Јован Мићић Кикор ; Bijeljina, 5 de fevereiro de 1955 - Bijeljina, 13 de maio de 2018 )foi um tenente-coronel e comandante de guerra, comandou a Sétima Brigada de Infantaria Leve em várias ocasiões, as unidades de infantaria do Exército da República Sérvia no Corpo da Bósnia Oriental do Exército da República Sérvia . 

## Biografia
Ele nasceu em 5 de fevereiro de 1955 em Bijeljina. Ele passou a infância em Modran, perto de Bijeljina. Seu pai era Slobodan Micic, natural de Modran, e sua mãe, Ljubica Jugovic, de Cengic. Frequentou o ensino fundamental em Modran e Janja e o ensino médio em sua cidade natal Bijeljina. Em seguida, entrou na Academia Militar em Belgrado que terminou em 1979. Enquanto ele era oficial do exército iugoslavo foi enviado para a  guerra da Croácia, em Dvor na Uni. Após o início da guerra da Bósnia, foi promovido a Sanski most e Prijedor e, posteriormente foi nomeado em 1992 como Comandante da Brigada de Infantaria Leve de 1º de setembro.
Durante sua vida, ele foi homenageado com inúmeros feitos de guerra e defesa do povo sérvio. Durante a guerra da Bósnia, Micic foi o comandante da Brigada de Infantaria Leve de 1º de setembro. Foi homenageado nas músicas Hey, Hey Kikore e Heroes, de 1º a John Micic Kiko do poeta e professor Rodoljub Roki Vulović. 
Após a guerra, ele se aposentou do exército e começou a trabalhar como chefe do serviço civil em Bijeljina. Devido a doença, ele passa a ter uma licença médica em 2013 e depois se aposentou. 
Jovan Micic Kikor faleceu após uma doença grave em 13 de maio de 2018, em Bijeljina. Ele foi enterrado no dia no cemitério na vila nativa de Modran em Bijeljina com honras militares. 